# Cristallo - Vol. 3
Cristallo - Vol.3 è il terzo album in studio del cantante napoletano Patrizio.

## Tracce
1. 'A Madunnella d' 'e zampugnare
2. Cristallo
3. L'ammore nun fa carità
4. Andata e ritorno
5. 'E lacreme 'e 'na mamma
6. 'A prumessa
7. 'Mpietto a tte
8. Vince sempe tu
9. Cumpagno e' cella
10. 'Nu scherzo 'e scola
11. 'Nu prublema
12. Giustizia